# Emanuel
Emanuel (em hebraico: עמנואל; Deus Conosco (Immanu'El); em latim: Emmanuel; em grego: Ἐμμανουήλ) é um nome profético citado em Mateus 1:23 ("E ele será chamado Emanuel, que significa, Deus conosco") para se falar a respeito de Jesus, o Cristo, por este ter cumprido dezenas de profecias que anunciavam a vinda do Messias, segundo traduções cristãs da Bíblia Hebraica, particularmente do Antigo Testamento. Dentre as passagens do velho testamento há uma muito conhecida, que diz: «Portanto o mesmo YHWH vos dará um sinal: Eis que uma jovem conceberá, e dará à luz um filho, e chamará o seu nome Emanuel» (Isaías 7:14). 